# Jöns Pålsson
Jöns Pålsson (i riksdagen kallad Pålsson i Anderslöv), född 14 november 1870 i Anderslöv, död där 30 november 1951, var en svensk lantbrukare och politiker (liberal).
Jöns Pålsson, som kom från en bondesläkt, var lantbrukare i Gamlesjö i Anderslöv, där han också hade ledande kommunala uppdrag. Han var även aktiv i den lokala jordbrukarrörelsen och i sparbanksväsendet.
Han var riksdagsledamot 1909-1936: i andra kammaren åren 1909-1911 för Skytts härads valkrets samt 1912-1917 för Malmöhus läns södra valkrets, därefter i första kammaren 1918-1936 för Malmöhus läns valkrets. Han tillhörde Liberala samlingspartiet och övergick efter den liberala partisplittringen till Liberala riksdagspartiet 1924-1934, varefter han följde med till det återförenade Folkpartiet från 1935 och framåt.
I riksdagen var han bland annat suppleant i statsutskottet 1912-1929 samt 1931-1935. Han var bland annat engagerad i jordbruksfrågor samt i arbetsmarknadspolitik, och lade bland annat fram en riksdagsmotion 1910 för att trygga föreningsrätten på arbetsmarknaden.
Pålsson gifte sig 1898 med Anna-Maria Mattson, född 1868 i Lilla Beddinge.